# VBAエキスパート
VBAエキスパート（ブイビーエー・エキスパート）は、Microsoft OfficeアプリケーションのExcelやAccessに搭載されているマクロ・VBA（Visual Basic for Applications）のスキルを認定する資格試験制度である。2003年4月に開始され、主催元である株式会社オデッセイコミュニケーションズが認定している。

## 試験の概要
試験は、コンピュータ上で解答するCBT（Computer Based Testing）形式で行われ、試験終了直後に合否結果がわかる。合格すると、約1ヶ月後に合格認定証が送付される。受験資格は特になく、誰でもどの試験科目からでも受験できる。

## 試験のレベル
試験のレベルは3つあり、「ベーシックレベル」、「スタンダードレベル」、「プロフェッショナルレベル」の順に難しくなる。
ベーシックレベルは、VBAの基本文法を理解し、Visual Basic Editorを使った基礎的なマクロの読解・記述能力を診断する。
スタンダードレベルは、ベーシックレベルの内容をより深めた知識に加え、より高度なプログラムを記述・理解する能力を診断する。
プロフェッショナルレベルは、Excel や Access といった単体のアプリケーションを利用するというだけではなく、他のアプリケーションとの連携、他のデータベースへの接続、さらに、Office アプリケーションをバージョンアップするマイグレーションなど多岐に渡った知識・プログラミング能力を診断する。

## 試験科目
VBAエキスパートは2003年4月より開始されているが、2009年3月に、Microsoft Officeアプリケーションのバージョン（2000以降）に依存しない試験として、新たに4科目がリリースされた。スタンダードレベルは、Excel VBAとAccess VBAの2科目を取得することで「スタンダードクラウン」という称号が贈られる。
2003年4月から実施されていたOffice XP対応の4科目は2009年末に、VBA Professional Office 2003は2014年3月にそれぞれ終了、現在は4科目が実施されている。

### 試験科目の一覧
現在実施中の試験科目（4科目）
- Excel VBA Basic
- Excel VBA Standard
- Access VBA Basic
- Access VBA Standard

2009年末に終了した試験科目（4科目）
- Excel 2002 VBA Basic
- Excel 2002 VBA Standard
- Access 2002 VBA Basic
- Access 2002 VBA Standard

2014年3月に終了した試験科目
- VBA Professional Office 2003

## 受験会場
全国約600か所のVBAエキスパート認定試験会場で受験できる。ただし、試験実施日や申込方法は各試験会場が独自に設定しているので、受験希望の試験会場に確認する必要がある。

## 学習方法
主催元であるオデッセイコミュニケーションズ発行の公式テキストと公式模擬問題（E-Learning教材）が販売されている。
公式テキストは、同社が運営するオンラインショップ（アオテンストア）や、Amazon.co.jp、および東京や大阪など大都市の一部書店で購入可能。
公式模擬問題は、株式会社ベクターが運営するベクターPC Shopで販売している。
認定試験会場にはVBAエキスパートの対策講座を実施している教育機関がある。中でも、講習内容や講師のスキルが特定の条件を満たした教育機関はVBA Expert Official training School （略称VEOS：ヴィオス）として、認定されている。
また、それぞれの試験科目の出題範囲とサンプル問題が公式サイトに公開されている。